# おしゃれ工房
『おしゃれ工房』（おしゃれこうぼう）は、1993年4月5日から2010年3月24日までの17年間、NHK教育（現・Eテレ）で放送された女性向け講座番組である。
当番組は、1959年4月9日から1993年3月25日までの34年間、NHK総合で放送された『婦人百科』（ふじんひゃっか）の後継番組として放送を開始した。
開始当初は、そのことを明確にするために新・婦人百科というサブタイトルが付けられた。

## 概要
当番組では、手芸・工芸・ファッション・コスメティックなどを専門家の解説・実技を交え、基礎から易しく判りやすく紹介した。
おおむね2日間で1シリーズであったが、4日間で1シリーズのこともあった。また、東京（NHK放送センター）だけではなく、大阪（NHK大阪放送局）も月に4日分程度制作した。
1995年10月2日からステレオ放送、2002年4月1日から字幕放送を実施した。
前身番組『婦人百科』の放送開始から50周年となった2009年度は、当番組の放送を月曜日 - 水曜日に縮小し、木曜日は外国の同種番組を放送する『スタイルアップ』に変更。また、東京発の司会として初の男性アナウンサーを登場させるなど、編成見直しを進めた。
しかし、NHKは2010年度編成の基本方針の中で、NHK自体の抜本的見直しにより当番組を終了。扱われたテーマごとに解体することを明らかにした。
一方『スタイルアップ』については、2010年9月27日から放送を再開したが、2011年3月21日限りで終了した。
2010年度は、月曜日は上半期に『グラン・ジュテ』、同じく下半期に『スタイルアップ』、火曜日は『きれいの魔法』、水曜日と木曜日は『すてきにハンドメイド』が放送された。
その後『スタイルアップ』は、前述のとおり2011年3月21日限りで終了。『グラン・ジュテ』『きれいの魔法』も共に2013年3月30日限りで終了した。
なお『すてきにハンドメイド』は、2011年度から木曜日の週1回放送に縮小されたものの、その後も放送されている。

## 放送時間
※特に断りが無い場合はNHK教育（現・Eテレ）における放送である。

### 本放送
| 期 間                         | 放送時間      | 曜 日   | 備 考              |
| ----------------------------- | ------------- | ------- | ------------------ |
| 1993年4月5日 - 1994年3月31日  | 22:15 - 22:40 | 月 - 木 |                    |
| 1994年4月4日 - 1995年3月30日  | 22:10 - 22:35 | 月 - 木 |                    |
| 1995年4月3日 - 1997年4月3日   | 22:00 - 22:25 | 月 - 木 |                    |
| 1997年4月7日 - 1999年4月1日   | 21:25 - 21:50 | 月 - 木 |                    |
| 1999年4月5日 - 2003年4月3日   | 21:00 - 21:25 | 月 - 木 |                    |
| 2003年4月7日 - 2004年9月30日  | 21:30 - 21:55 | 月 - 木 |                    |
| 2004年10月4日 - 2005年3月31日 | 14:30 - 14:55 | 月 - 木 |                    |
| 2005年4月4日 - 2008年3月27日  | 21:30 - 21:55 | 月 - 木 |                    |
| 2008年3月31日 - 2009年3月26日 | 11:30 - 11:55 | 月 - 木 |                    |
| 2009年3月30日 - 2010年3月24日 | 11:30 - 11:55 | 月 - 水 | 木曜日の放送を廃止 |

### 再放送
| 期 間                         | 放送時間      | 曜 日   | 備考           |
| ----------------------------- | ------------- | ------- | -------------- |
| 1993年4月6日 - 2000年3月24日  | 10:30 - 10:55 | 火 - 金 | NHK総合で 放送 |
| 2000年4月4日 - 2003年9月25日  | 10:05 - 10:30 | 火 - 金 | NHK総合で 放送 |
| 2003年10月7日 - 2004年3月19日 | 10:32 - 10:57 | 火 - 金 | NHK総合で 放送 |
| 2004年4月5日 - 9月30日        | 14:30 - 14:55 | 火 - 金 |                |
| 2004年10月4日 - 2005年3月31日 | 21:30 - 21:55 | 月 - 木 |                |
| 2005年4月5日 - 2008年3月28日  | 14:30 - 14:55 | 火 - 金 |                |
| 2008年3月31日 - 2009年3月26日 | 21:30 - 21:55 | 月 - 木 |                |
| 2009年3月30日 - 2010年3月24日 | 21:30 - 21:55 | 月 - 水 |                |

#### 集中再放送
アナログ教育
| 期 間                  | 放送時間    | 曜日 | 備 考             |
| ---------------------- | ----------- | ---- | ----------------- |
| 2000年4月9日 - 9月24日 | 2:10 - 3:00 | 日   | 2回分まとめて放送 |

デジタル教育023ch（現・Eテレサブチャンネル）
| 期 間                         | 放送時間      | 曜日 | 備 考                                                |
| ----------------------------- | ------------- | ---- | ---------------------------------------------------- |
| 2004年9月4日 - 9月25日        | 16:00 - 17:40 | 土   | デジタル教育のマルチ編成を 活用して4回分まとめて放送 |
| 2004年9月29日 - 2007年3月21日 | 22:00 - 23:40 | 水   | デジタル教育のマルチ編成を 活用して4回分まとめて放送 |
| 2007年4月7日 - 2008年3月15日  | 13:00 - 14:40 | 土   | デジタル教育のマルチ編成を 活用して4回分まとめて放送 |
| 2008年4月5日 - 2009年3月14日  | 13:20 - 15:00 | 土   | デジタル教育のマルチ編成を 活用して4回分まとめて放送 |

## 婦人百科の放送時間
※特に断りが無い場合はNHK総合における放送である。

### 本放送
| 期 間                        | 放送時間      | 曜 日   | 備 考                      |
| ---------------------------- | ------------- | ------- | -------------------------- |
| 1959年4月9日                 | 17:40 - 18:00 | 木      | 初回は、この時刻で放送     |
| 1959年4月13日 - 7月20日      | 13:20 - 13:40 | 月 - 金 |                            |
| 1959年7月21日 - 8月28日      | 13:00 - 13:20 | 月 - 金 |                            |
| 1959年9月1日 - 10月2日       | 13:20 - 13:40 | 月 - 金 |                            |
| 1959年10月5日 - 1960年4月2日 | 10:35 - 11:00 | 月 - 土 | 25分間に拡大。土曜日も放送 |
| 1960年4月4日 - 1960年9月2日  | 10:35 - 11:00 | 月 - 金 | 土曜日の放送を廃止         |
| 1960年9月5日 - 1968年3月29日 | 10:30 - 11:00 | 月 - 金 | 30分間に拡大               |
| 1968年4月1日 - 1993年3月25日 | 10:30 - 11:00 | 月 - 木 | 金曜日の放送を廃止         |

### 再放送
| 期 間                         | 放送時間      | 曜 日   | 備 考                               |
| ----------------------------- | ------------- | ------- | ----------------------------------- |
| 1963年4月8日 - 1964年3月27日  | 15:00 - 15:30 | 月 - 金 |                                     |
| 1966年4月4日 - 1967年4月4日   | 14:30 - 15:00 | 月 - 木 |                                     |
| 1967年4月10日 - 1968年3月15日 | 14:30 - 15:00 | 月 - 金 |                                     |
| 1968年3月18日 - 1971年3月31日 | 14:30 - 15:00 | 月 - 木 |                                     |
| 1971年4月7日 - 1972年3月22日  | 14:20 - 14:50 | 月 - 水 |                                     |
| 1972年4月10日 - 1973年3月13日 | 14:30 - 15:00 | 月 - 水 |                                     |
| 1973年3月19日 - 1974年1月14日 | 14:30 - 15:00 | 月 - 木 |                                     |
| 1974年4月8日 - 1974年9月5日   | 16:25 - 16:55 | 月 - 木 |                                     |
| 1974年9月24日 - 1976年3月31日 | 16:05 - 16:35 | 月 - 木 |                                     |
| 1976年4月5日 - 1982年4月3日   | 16:30 - 17:00 | 月 - 木 | 月 - 木はNHK総合 金・土はNHK教育    |
| 1976年4月5日 - 1982年4月3日   | 21:00 - 21:30 | 金・土  | 月 - 木はNHK総合 金・土はNHK教育    |
| 1982年4月5日 - 1984年3月29日  | 17:00 - 17:30 | 月 - 木 | 再放送をNHK教育 （現・Eテレ）へ移行 |
| 1984年4月2日 - 1985年3月31日  | 17:00 - 17:30 | 月 - 木 | 再放送をNHK教育 （現・Eテレ）へ移行 |
| 1984年4月2日 - 1985年3月31日  | 19:30 - 20:00 | 日      | 再放送をNHK教育 （現・Eテレ）へ移行 |
| 1985年4月1日 - 1989年4月7日   | 16:30 - 17:00 | 月 - 金 | 再放送をNHK教育 （現・Eテレ）へ移行 |
| 1985年4月1日 - 1989年4月7日   | 19:30 - 20:00 | 日      | 再放送をNHK教育 （現・Eテレ）へ移行 |
| 1989年4月9日 - 1990年3月30日  | 16:30 - 17:00 | 日 - 金 | 再放送をNHK教育 （現・Eテレ）へ移行 |
| 1990年4月2日 - 1991年3月29日  | 15:30 - 16:00 | 月 - 金 | 再放送をNHK教育 （現・Eテレ）へ移行 |
| 1990年4月2日 - 1991年3月29日  | 16:30 - 17:00 | 日      | 再放送をNHK教育 （現・Eテレ）へ移行 |
| 1991年4月1日 - 1993年3月31日  | 14:30 - 15:00 | 月 - 木 | 再放送をNHK教育 （現・Eテレ）へ移行 |

## 出演者
|                    | 東 京 発 | 大 阪 発 |
| ------------------ | --- | --- |
| 司 会              | - 目加田賴子 - 伊東敏恵 - 岩槻里子（ - 2005年度） - 山本志保（2006年度 - 2008年度） - 高市佳明アナウンサー（2009年度以降） | - 岸本多万重 - 中川緑 - 藤井彩子 - 田代杏子（2007年度） - 秋野由美子（2008年4月 - 7月） - 中村慶子（2008年8月 - 2009年3月） - 山本美希アナウンサー（2009年度以降） |
| レギュラーメンバー | - 加藤紀子 - ちはる - 陣内貴美子 - 林マヤ - 奥山佳恵（ - 2008年度） - 竹内都子（ - 2008年度） - 渡辺徹 (月末)（2008年度） - 羽野晶紀（2009年3月30日 - ） - 原日出子（2009年3月30日 - ） - 羽田美智子（2009年4月 - 、月末/着物） - 熊谷真実（2009年5月） - 伊藤さおり（北陽）（2009年5月） - 西村知美（2010年1月） - 大島美幸（森三中）（2010年2月） | - 平松あゆみ（元フジテレビアナウンサー） - 堀ちえみ - 宮川花子 - 奥野史子                                                                                          |

- 大阪発は、毎月2シリーズ（計4日分）ずつ放送。
- 高市は『おしゃれ工房』となってからは、初めての男性アナウンサーとしての司会者。
- 不定期でレギュラー以外にゲストの女優・タレントが高市と共に進行役で出演。

## 定番シリーズ
- キルトのある暮らし
- 藤原美智子のメイクシリーズ
- キレイをみがく（2006年度木曜日のレギュラーシリーズ）
- ようこそ我が家へ（毎月末。各界著名人の住居訪問）

## スタイルアップ
2009年度（2009年4月2日 - 2010年3月25日）および2010年度下半期（2010年9月27日 - 2011年3月21日）にNHK教育（現・Eテレ）で放送された番組。海外のライフスタイルに関する番組を選択して放送した。

### 放送時間
出典
| 期 間                         | 本 放 送             | 再 放 送             |
| ----------------------------- | -------------------- | -------------------- |
| 2009年4月2日 - 2010年3月25日  | 木曜日 11:30 - 11:54 | 木曜日 21:30 - 21:54 |
| 2010年9月27日 - 2011年3月21日 | 月曜日 11:30 - 11:54 | 月曜日 21:30 - 21:54 |

### 内容
- ティム・ガンのファッションチェック
- 毎日がイタリアン
- パーフェクトな妻たち
- ミス・ホワンのお手軽チャイニーズ